# Euxoa latebrosa
Euxoa latebrosa là một loài bướm đêm trong họ Noctuidae.